# Åby, Ödeshög
Åby är en gård i Ödeshögs kommun (Stora Åby socken), Östergötlands län. 

## Historik
Åby är en större gård i Stora Åby socken. Gården ägdes 1853 av C. J. Pettersson. Gården bestod av 4 mantal och hade både kvarn, såg garveri och ångbränneri.